# Noctuïns

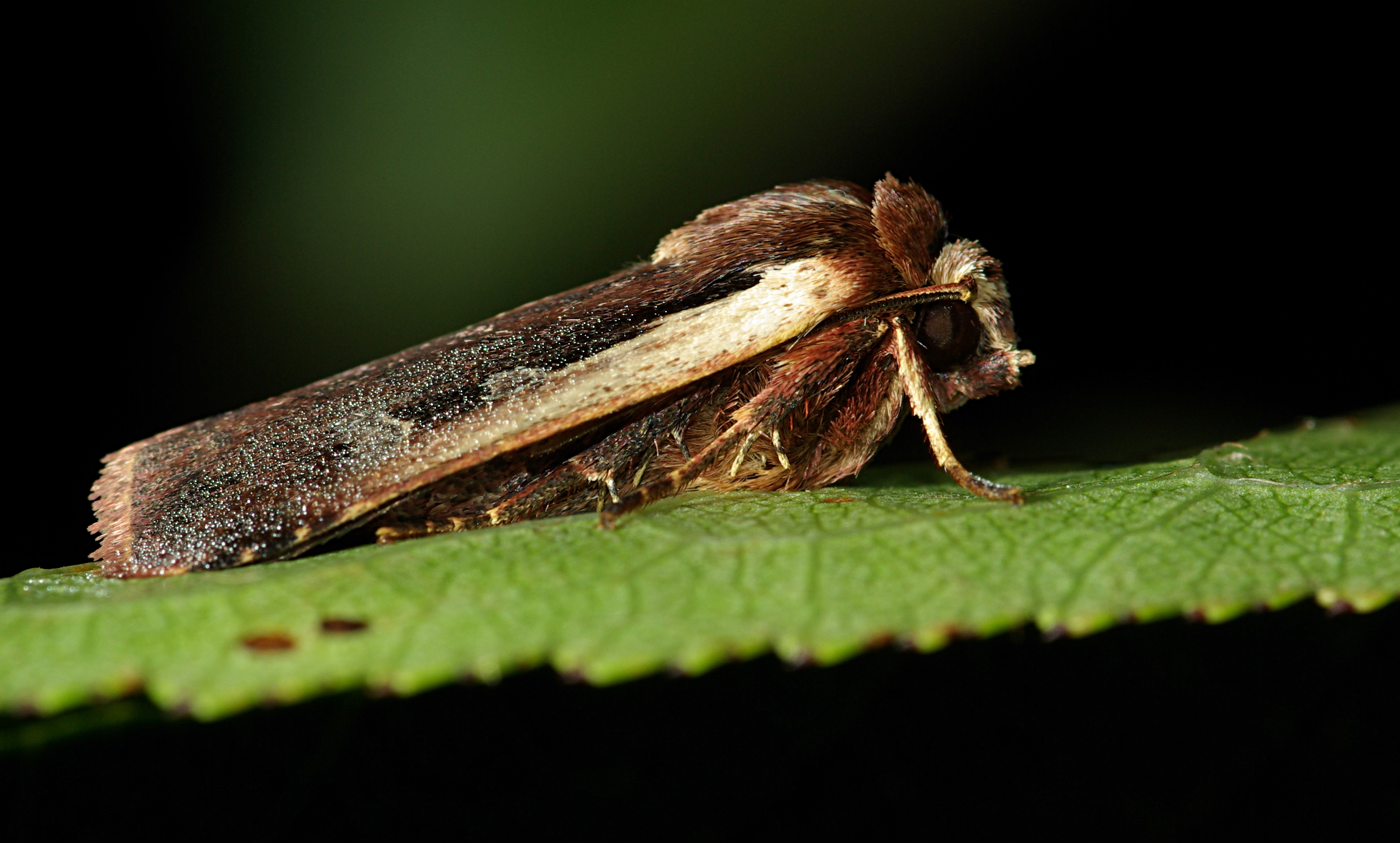
La papallona Ochropleura plecta vista de costat.

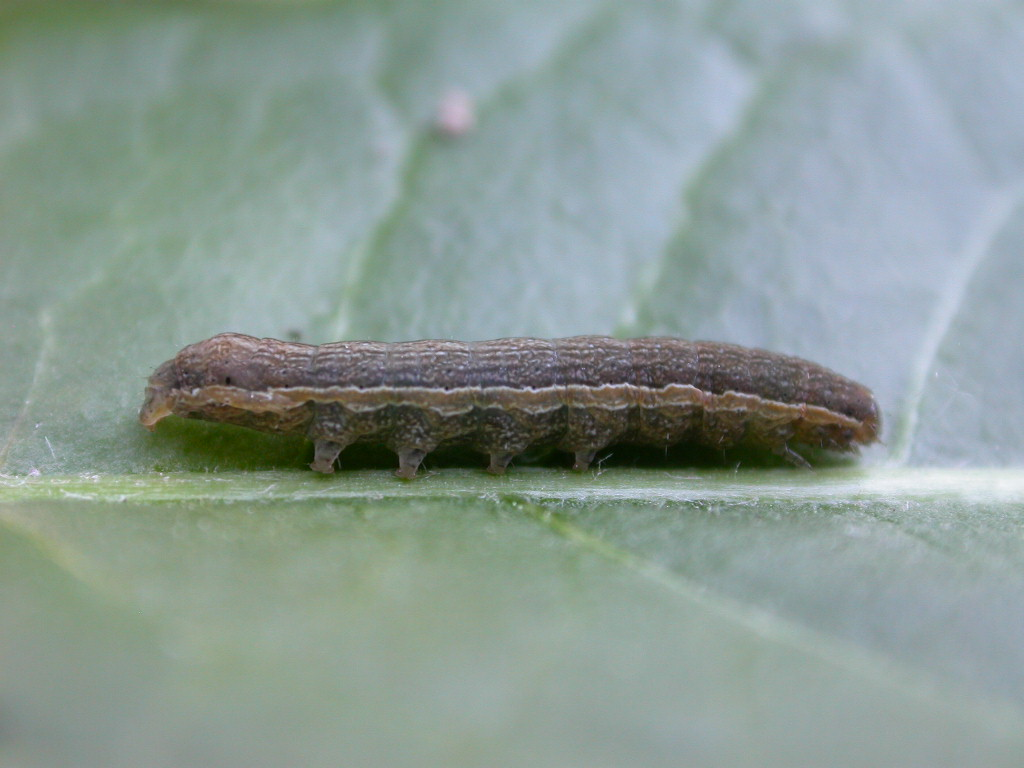
Eruga de la papallona Diarsia rubi.

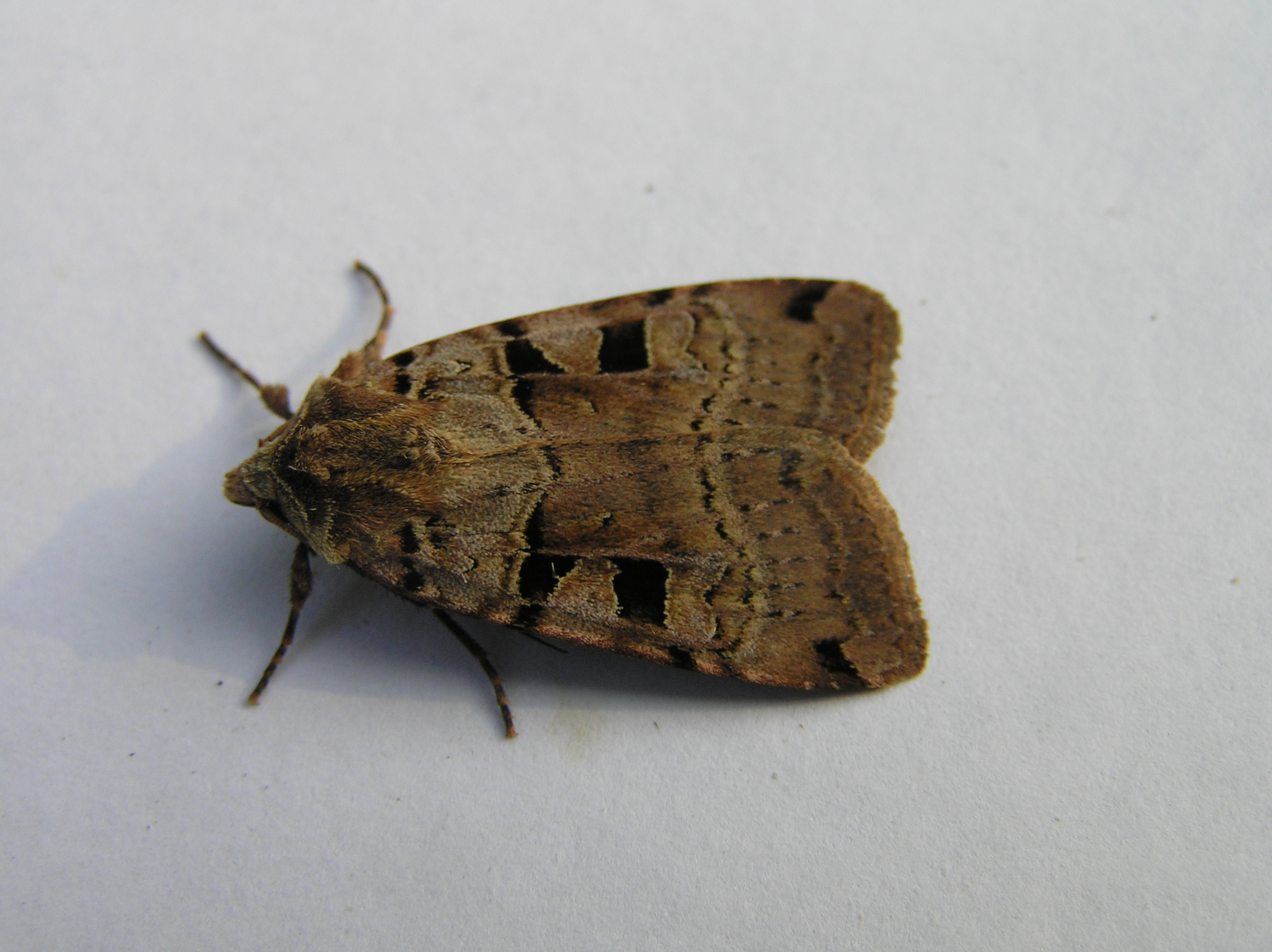
Xestia triangulum. Papallona adulta reposant.

Els noctuïns (Noctuinae) són una subfamília de lepidòpters ditrisis de la família dels noctúids (Noctuidae).

## Gèneres
Els gèneres següents formen part d'aquesta subfamília:
| - Abagrotis - Adelphagrotis - Agrotis - Anicla - Beriotisia - Bifrontipta - Blepharoa - Brachypteragrotis - Brachytegma - Buciara - Caphornia - Cassania - Cerastis - Chamyla - Chersotis - Choephora - Cladocerotis - Claudaxylia - Copablepharon - Crassivesica - Cryptocala - Dallolmoia - Diarsia - Dimorphinoctua - Ectopatria - Effractilis - Eicomorpha - Elegarda - Engusanacantha - Epilecta - Episcotia - Erebophasma - Erythrophaia - Estagrotis - Estimata - Euagrotis - Eucoptocnemis - Eueretagrotis - Eugnorisma - Eugraphe - Euneophlebia - Eurois - Euxoa - Euxoamorpha - Euxootera | - Feltia - Graphiphora - Grumia - Hemieuxoa - Hemiexarnis - Hemigraphiphora - Hemipachnobia - Heptagrotis - Hermonassa - Hoeneidia - Hyperfrontia - Ikondiana - Isochlora - Lycophotia - Mabilleana - Manruta - Medlerana - Mentaxya - Mesembragrotis - Mesogona - Metalepsis - Metecia - Metopoplacis - Micragrotis - Micraxylia - Naenia - Netrocerocora - Neurois - Noctua - Noctubourgognea - Nyssocnemis - Ochropleura - Onychagrotis - Opigena - Oxytrypia - Pachnobia - Pachyagrotis - Palaeagrotis - Palaeamathes - Parabarrovia - Paradiarsia - Paramathes - Paraxestia - Pareuxoa - Parexarnis | - Peridroma - Perissandria - Petrowskya - Phaenagrotis - Praina - Pronoctua - Propatria - Proragrotis - Proteuxoa - Protexarnis - Protogygia - Protolampra - Psaphara - Psectraxylia - Pseudoleucania - Pseudorthosia - Pseudoseptis - Pseudoxestia - Raddea - Rhizagrotis - Rhyacia - Rhynchagrotis - Richia - Schachowskoya - Sclereuxoa - Setagrotis - Sineugraphe - Spaelotis - Spinipalpa - Standfussiana - Stilbotis - Subnoctua - Synclerostola - Tamseuxoa - Tandilia - Tisagronia - Tricheurois - Trichophotia - Trichosilia - Tripseuxoa - Turacina - Uollega - Vulcanica - Xenophysa - Xestia |